# Bolo Ball
Bolo Ball is een puzzelspel dat in 1992 ontwikkeld en gepubliceerd werd door de Amerikaanse ontwikkelaar Soleau Software.

## Gameplay
In het spel dient de speler ballen te laten vallen. Dit dient op een strategische manier te gebeuren waarbij de speler de tegenstander (computer of andere speler) dwars moet zitten terwijl de speler tegelijkertijd zo veel mogelijk punten probeert te verzamelen.